# Široké
Široké es un municipio del distrito de Prešov en la región de Prešov, Eslovaquia, con una población estimada a final del año 2024 de 2445 habitantes.
Se encuentra ubicado en el centro-sur de la región, en el valle del río Torysa (cuenca hidrográfica del río Tisza) y cerca de la frontera con la región de Košice.

## Demografía
| Año        | 1994 | 2004    | 2014    | 2024    |
| ---------- | ---- | ------- | ------- | ------- |
| Población  | 2221 | 2282    | 2461    | 2445    |
| Diferencia |      | +2,74 % | +7,84 % | −0,65 % |

| Año        | 2023 | 2024    |
| ---------- | ---- | ------- |
| Población  | 2443 | 2445    |
| Diferencia |      | +0,08 % |